# Казимир фон Зайн-Витгенщайн-Берлебург
Казимир фон Зайн-Витгенщайн-Берлебург (на немски: Casimir von Sayn-Wittgenstein-Berleburg; * 31 януари 1687 в Берлебург; † 5 юни 1741 в Берлебург) е граф на Зайн-Витгенщайн-Берлебург, господар на Хомбург, Фалендар и Ноймаген.
Той е най-възрастният син на граф Лудвиг Франц фон Зайн-Витгенщайн-Берлебург (1660 – 1694) и съпругата му графиня Хедвиг София фон Липе-Браке (1669 – 1738), дъщеря на граф Казимир фон Липе-Браке (1627 – 1700) и графиня Анна Амалия фон Зайн-Витгенщайн-Хомбург (1641 – 1685), дъщеря на граф Ернст фон Зайн-Витгенщайн-Хомбург. Те имат децата:
Брат е на Карл Вилхелм (1693 – 1749), граф на Зайн-Витгенщайн в Карлсбург-Реда, и Лудвиг Франц (1694 – 1750), граф на Зайн-Витгенщайн-Берлебург в Лудвигсбург.
Казимир умира на 5 юни 1741 г. в Берлебург на 54 години.

## Фамилия
Казимир се жени на 18 февруари 1711 г. във Вехтерсбах за графиня Мария Шарлота фон Изенбург-Бюдинген-Вехтерсбах (* 23 юли 1687; † 13 август 1716), дъщеря на граф Фердинанд Максимилиан I фон Изенбург-Бюдинген-Вехтерсбах (1662 – 1703) и Албертина Мария фон Сайн-Витгенщайн-Берлебург (1663 – 1711). Те имат децата:
- Лудвиг Фердинанд (1712 – 1773), граф на Зайн-Витгенщайн-Берлебург, женен на 26 юли 1744 г. във Филипсайх за графиня Фридерика Христина София фон Изенбург-Бюдинген-Филипсайх (1721 – 1772)
- София Албертина (1713 – 1735)
- Кристина Англия Шарлота (1715 – 1793)

Казимир се жени втори път на 6 май 1717 г. в Еберсдорф за графиня Естер Мария Поликсена фон Вурмбранд-Щупах (* 17 декември 1696; † 14 март 1755), дъщеря на граф Йохан Йозеф Вилхелм фон Вурмбранд-Щупах (1670 – 1750) и Сузана София Мария фон Прьозинг (1673 – 1700). Те имат децата:
- Вилхелм Казимир (1718 – 1720)
- Йохана Ернестина (1722 – 1727)
- Кристиан Фридрих (1723 – 1789)
- Йохан Георг (1724 – 1724)
- София Вилхелмина Кристина (1725 – 1760), омъжена на 11 май 1757 г. за граф Вилхелм Карл Лудвиг фон Золмс-Рьоделхайм-Асенхайм (1699 – 1778)